# Ludvík Bourbonský, vévoda z Anjou
Ludvík Bourbonský, vévoda z Anjou, francouzsky Louis Alphonse Gonzalve Victor Emmanuel Marc de Bourbon, duc d'Anjou, španělsky Luís Alfonso Gónzalo Víctor Manuel Marco de Borbón y Martínez-Bordiú, duque de Anjou (* 25. dubna 1974, Madrid) je od 30. ledna 1989 dle jeho stoupenců tzv. legitimistů hlavou královské dynastie Bourbonů.

## Život
Ludvík je druhý syn Alfonse, vévody z Anjou a Cádizu (1936–1989) a jeho manželky Maríi del Carmen Martínez-Bordiú y Franco, vnučky španělského diktátora Francisca Franca. Jeho rodiče se roku 1982 odloučili a roku 1986 byli rozvedeni. 7. února 1984 zemřel jeho starší bratr Francisco (* 1972) při automobilové nehodě a jeho otec 30. ledna 1989 při lyžařské nehodě v Coloradu. Od smrti svého otce je francouzskými legitimisty považován za následníka francouzského trůnu. Ludvík Alfons studoval ve Filadelfii na Pensylvánské univerzitě ekonomii a několik let pracoval pro BNP Paribas v Madridu. 6. listopadu 2004 se Ludvík Alfons v La Romana oženil s Venezuelankou Maríou Margaritou Vargas Santaella. Od roku 2005 žijí ve Venezuele, kde pracuje v bance Banco Occidental de Descuento. 5. března 2007 se jim narodila dcera Eugenia, v Miami na Floridě. 3. června 2007 byl pokřtěna. 28. května 2010 se jim v New Yorku narodila dvojčata Ludvík, vévoda Burgundský, a Alfons, vévoda z Berry.

## Dynastie Bourbonů
Ludvík Alfons Bourbonský je dle svých stoupenců, tzv. legitimistů, hlavou Bourbonů a tím pádem také jedním ze tří pretendentů francouzského trůnu (jeho jméno by bylo Ludvík XX.). Užívá titulů:
- Duc d'Anjou (vévoda z Anjou)[5]
- Duc de Bourgogne (vévoda burgundský)
- Duc de Touraine (vévoda z Touraine)
- Duc de Bourbon (vévoda bourbonský)
- Duc de Durazzo (vévoda z Durazza)
- Comte de Gravine et de Morrone (hrabě gravinský a morronský)
- Roi titulaire de France (titulární král Francie)
- Roi titulaire de Jérusalem (titulární král jerusalémský)
- Roi titulaire de Navarre (titulární král navarraský)
- Roi titulaire d'Albanie (titulární král albánský)
- Prince d'Espagne (princ španělský)
- Chef de la maison Bourbon (hlava domu Bourbonů)
- Aîné légitime des Capétiens (legitimní prvorozený Kapetovec)
- Bailli Grand-Croix d'Honneur et Dévotion de l'Ordre de Malte